# Wargaming Seattle
Wargaming Seattle (anteriormente conhecida como Gas Powered Games), era uma desenvolvedora de jogos eletrônicos localizada em Redmond, Washington. O estúdio de desenvolvimento foi iniciado em maio de 1998 por Chris Taylor e vários outros ex-funcionários da Cavedog Entertainment. Em 2013, eles se tornaram o estúdio de Seattle da Wargaming. A Wargaming Seattle foi fechada em julho de 2018.

## Historia
A Gas Powered Games foi formada em maio de 1998 por Chris Taylor, juntamente com Jake McMahon, Bartosz Kijanka, Mike Biddlecombe e Rick Saenz. Seu título de lançamento foi um jogo de RPG eletrônico 3D de 2002 Dungeon Siege, publicado pela Microsoft Game Studios. Além de seu motor gráfico personalizado, ele também apresentava regras e mecânicas de RPG simples e inovadoras que o destacavam de um mercado já lotado de RPGs de espada e feitiçaria e fantasia.
Em 2003, a Gas Powered lançou um pacote de expansão independente para o jogo, Dungeon Siege: Legends of Aranna. A expansão foi co-desenvolvida pela Mad Doc Software e novamente publicada pela Microsoft Game Studios. Em agosto de 2005, a Gas Powered lançou sua sequência de Dungeon Siege, Dungeon Siege II. Em março de 2006, a Take-Two Interactive comprou todos os direitos de publicação da série Dungeon Siege, encerrando a parceria de quatro anos da Microsoft com a Gas Powered Games. A GPG lançou Supreme Commander, um jogo de estratégia em tempo real em fevereiro de 2007, publicado pela THQ. Anunciado na edição de agosto de 2005 da revista PC Gamer, Chris Taylor elogiou Supreme Commander como o sucessor espiritual de Total Annihilation, já que Total Annihilation continua sendo propriedade intelectual da Atari. Como uma expansão autônoma, Supreme Commander: Forged Alliance foi anunciado em junho de 2007, para um lançamento em novembro
Em maio de 2007, a Gas Powered Games anunciou uma parceria com a Sega para trabalhar em um RPG original. Em 6 de julho de 2007, o jogo foi anunciado como Space Siege. O jogo foi lançado em 12 de agosto de 2008 com avaliações geralmente medianas. Em janeiro de 2008, a Gas Powered Games anunciou um novo projeto, Demigod, a ser lançado em algum momento no início de 2009. É um RPG de ação e estratégia em tempo real, um híbrido inspirado no mod Defense of the Ancients de Warcraft III. Demigod foi lançado em 14 de abril de 2009 nos EUA.[8] Em 12 de novembro de 2008, a Square Enix anunciou que faria uma parceria com a Gas Powered Games para criar o Supreme Commander 2. O jogo foi lançado em março de 2010 para Microsoft Windows e Xbox 360, com uma versão para Mac OS X em setembro de 2010.
Em 24 de fevereiro de 2011, foi anunciado que a Gas Powered Games assumiria o desenvolvimento do próximo jogo de estratégia em tempo real Age of Empires Online, substituindo a Robot Entertainment no projeto. A Gas Powered Games anunciou planos para criar um jogo de estratégia em tempo real chamado Chris Taylor's Kings and Castles, que usaria o motor de jogo do Supreme Commander 2, no entanto, ele nunca foi lançado e foi cancelado pelo fechamento do estúdio em 2018. Em 4 de janeiro de 2013, foi notado em uma postagem do blog Age of Empires Online que a Gas Powered Games não daria mais suporte ao jogo. Aproximadamente duas semanas antes deste anúncio, a Gas Powered Games publicou um anúncio teaser no site para um 'Projeto W'
Em 14 de janeiro de 2013, a Gas Powered Games anunciou o projeto Kickstarter "Wildman", declarado como "um RPG de ação 'evolucionário'". Quatro dias depois, em 18 de janeiro, a Gas Powered Games teve que demitir cerca de 40 funcionários, com o destino final da empresa dependendo da campanha do Kickstarter. Em 11 de fevereiro de 2013, a Gas Powered Games cancelou seu projeto "Wildman" no Kickstarter, quatro dias antes de seu término, anunciando que eles queriam "concentrar [sua] atenção em outras maneiras de manter a Gas Powered Games funcionando".

### Aquisição
Três dias após cancelar o projeto "Wildman", a Wargaming anunciou que estava em negociações para comprar a Gas Powered Games. A empresa foi adquirida em fevereiro de 2013. A Gas Powered Games foi absorvida pela Wargaming para se tornar a Wargaming Seattle, que encerrou a Gas Powered Games como um estúdio independente.

### Dissolvida
Em 23 de maio de 2018, Victor Kislyi, o chefe da Wargaming, anunciou ao estúdio que ele seria fechado, demitindo cerca de 150 desenvolvedores. O estúdio foi oficialmente fechado em 22 de julho.

## GPGnet
GPGnet era um serviço de jogo online administrado pela empresa. Foi usado com Supreme Commander, Supreme Commander: Forged Alliance, Dungeon Siege, Dungeon Siege II e Space Siege.

## Jogos desenvolvidos
| Titulo                             | Ano       | Plataformas            |
| ---------------------------------- | --------- | ---------------------- |
| Dungeon Siege                      | 2002      | Windows, Mac           |
| Dungeon Siege: Legends of Aranna   | 2003      | Windows                |
| Dungeon Siege II                   | 2005      | Windows                |
| Dungeon Siege II: Broken World     | 2006      | Windows                |
| Supreme Commander                  | 2007      | Windows, Xbox 360      |
| Supreme Commander: Forged Alliance | 2007      | Windows                |
| Space Siege                        | 2008      | Windows                |
| Demigod                            | 2009      | Windows                |
| Supreme Commander 2                | 2010      | Windows, Mac, Xbox 360 |
| Age of Empires Online              | 2011      | Windows                |
| Kings and Castles                  | Cancelado |                        |
| Wildman                            | Cancelado | PC                     |